# Frans De Potter
Frans De Potter (Gent, 4 januari 1834 - Gent, 15 augustus 1904) was een Vlaamse schrijver, redacteur, dichter, letterkundige en geschiedkundige. Met meer dan tweehonderd werken op zijn naam was deze autodidact één van de meest bedrijvige schrijvers van zijn tijd. Eén van zijn bekendste werken is de Geschiedenis van de gemeenten van Oost-Vlaanderen, die hij tussen 1864 en 1884 samen met Jan Broeckaert in 46 delen uitbracht. In 1883 werd hij ridder in de Leopoldsorde.

## Persoonlijk leven
De Potter trouwde op 18 februari 1860 met Coleta Francisca Duyckers. Ze kregen samen zes kinderen.

## Carrière
Naast zijn historisch en litterair werk was De Potter ook journalistiek actief. In 1869 werd hij in Gent hoofdopsteller van het Fondsenblad. In 1877 werd hij adjunct-archivaris in het Rijksarchief van Gent. In 1875 was hij te Leuven betrokken bij de oprichting van het Davidsfonds. In 1878 stichtte hij De Vlaamsche Wacht, veertiendaagsch tijdschrift voor Nederlandsche letteren, kunst, wetenschap en bibliographie. In 1886 was hij in Gent medestichter van de Koninklijke Vlaamse Academie voor Taal en Letterkunde. Van 1886 tot 1904 was hij werkzaam als secretaris van deze academie. In 1886 stond hij in Gent tevens mede aan de wieg van het tijdschrift Het Belfort.

## Politiek
Hoewel De Potter in 1861 nog lid was van het Vlaamsch Liberaal Komiteit werd hij als polemist actief met antiliberale geschriften. In 1872 was hij kandidaat voor de katholieke partij bij de gemeenteraadsverkiezingen in Gent. Toen de Liberalen in 1878 na de verkiezingen aan de macht kwamen, werd met De Potter afgerekend en verloor De Potter zijn job als adjunct-archivaris.

## Werken
De Potter liet een uitgebreid oeuvre van meer dan 200 werken na. Zijn historische studie "Gent, van den oudsten tijd tot heden. Geschiedkundige beschrijving der stad", die van 1882 tot 1890 in acht delen verscheen, werd "een onvergankelijk monument" genoemd. Zijn roman "De arme dichter" werd bekroond door het Antwerpse genootschap De Olijftak.

### Als schrijver
Selectie
- Walter de Gek (1854) (historische roman)
- Geschiedenis der Vlaamsche letterkunde in België sedert het begin dezer eeuw (1858)
- Robert van Valois te Gent (1862) (historische roman)
- Jacob van Artevelde (1863) (cantate)
- Aardigheden uit den ouden tijd (1868)
- Stoet der Pacificatie van Gent (1876)
- Het boekje van St. Macarius, verhaal van zijn leven, dood en vereering, met eene korte beschrijving van 't groote jubelfeest, gevierd te Gent in 1767 (1867).
- Gedichten (1889)

### Als samensteller
Selectie
- Dagboek van Cornelis en Philip van Campene, verhaal der gebeurtenissen, voorgevallen te Gent sedert het begin der godsdienstberoerten tot het jaar 1571 (1870)
- Chronijcke van Ghendt door Jan van den Vivere (1885).

## Erkenning
In 1883 werd De Potter ridder in de Leopoldsorde. In 1931 werd in Gent een straat naar hem genoemd in de buurt van het Sint-Pietersstation, in het verlengde van de Rijsenbergstraat.
- Biblioteca Nacional de España: XX4684055
- Bibliothèque nationale de France: cb104116061 (data)
- Biografisch Portaal: 84092461
- Digitale Bibliotheek voor de Nederlandse Letteren: pott003
- Gemeinsame Normdatei: 124273661
- International Standard Name Identifier: 0000 0001 2017 8058
- Library of Congress Control Number: no96067192
- Nederlandse Thesaurus van Auteursnamen: 069502560
- Système universitaire de documentation: 160738563
- Virtual International Authority File: 42766892
- WorldCat: E39PBJdCrdkRfRFmHtkCGGQjG3